# Wisła (gmina)

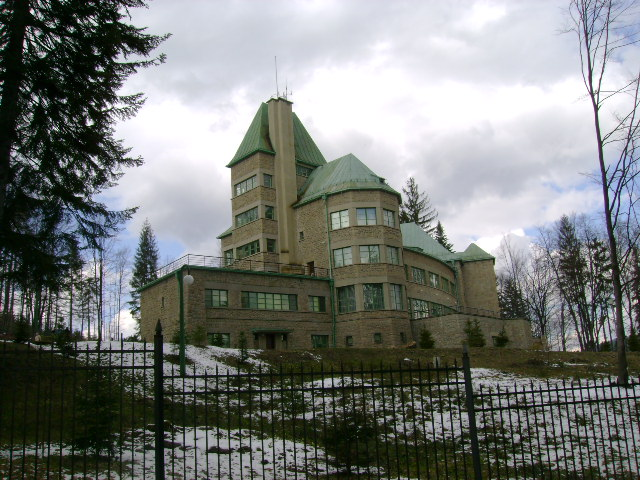
Zameczek w Wiśle

Wisła – dawna gmina wiejska istniejąca w latach 1945–1954 w województwie śląskim (śląsko-dąbrowskim), katowickim i stalinogrodzkim. Siedzibą władz gminy była Wisła.
Jako gmina jednostkowa gmina Wisła należała w latach 1920–1939 do powiatu cieszyńskiego w woj. śląskim. 1 grudnia 1945 roku została przekształcona w gminę zbiorową, zachowując jednak charakter jednostkowy (składała się z samej Wisły). 6 lipca 1950 zmieniono nazwę woj. śląskiego na katowickie, a 9 marca 1953 kolejno na woj. stalinogrodzkie. Według stanu z 1 lipca 1952 roku gmina składała się w dalszym ciągu z samej siedziby, przez co nie była podzielona na gromady.
Gmina została zniesiona 29 września 1954 roku wraz z reformą znoszącą gminy.
Jednostki wiejskiej o nazwie Wisła nie przywrócono 1 stycznia 1973 wraz z kolejną reformą reaktywującą gminy. 1 lipca 1955 roku Wisła (do 31 grudnia 1961 jako Wisła-Uzdrowisko) uzyskała status osiedla, a 1 lipca 1962 roku – prawa miejskie.